# پالمر (تنسی)
پالمر(به انگلیسی: Palmer) شهری در ایالت تنسی کشور ایالات متحده آمریکا است که جمعیت آن در سرشماری سال ۲۰۱۰ میلادی، ۶۷۲ نفر بوده‌است.